# Mopothila ardalus
Mopothila ardalus là một loài bướm đêm trong họ Erebidae.